# انس شربینی
انس شربینی (عربی: أنس الشربيني؛ زادهٔ ۲۱ فوریهٔ ۱۹۸۷) بازیکن فوتبال اهل کرواسی است.
از باشگاه‌هایی که در آن بازی کرده‌است می‌توان به باشگاه فوتبال هایدوک اسپلیت، باشگاه فوتبال الاتحاد، باشگاه فوتبال رییکا، و باشگاه فوتبال عثمانلی‌اسپور اشاره کرد.
وی همچنین در تیم‌های ملی فوتبال زیر ۲۱ سال کرواسی و کرواسی بازی کرده‌است.